# Сільвіє Чавлина
Сільвіє Чавлина (хорв. Silvije Čavlina, нар. 22 квітня 1977, Загреб) — хорватський футболіст, що грав на позиції воротаря.
Виступав, зокрема, за клуб «Штурм» (Грац), а також молодіжну збірну Хорватії.

## Клубна кар'єра
У дорослому футболі дебютував 2001 року виступами за команду «Хрватскі Драговоляц», у якій провів два сезони, взявши участь у 22 матчах чемпіонату. 
Згодом з 2003 по 2010 рік грав у складі команд «Інтер» (Запрешич), «Камен Інград», «Хапоель» (Петах-Тіква), «Шибеник» та ЛАСК (Лінц).
Своєю грою за останню команду привернув увагу представників тренерського штабу клубу «Штурм» (Грац), до складу якого приєднався 2010 року. Відіграв за команду з Граца наступні два сезони своєї ігрової кар'єри.
Завершив ігрову кар'єру у команді «Інтер» (Запрешич), у складі якої вже виступав раніше. Повернувся до неї 2012 року, захищав її кольори до припинення виступів на професійному рівні у 2014 році.

## Виступи за збірні
У 1994 році провів одну гру у складі юнацької збірної Хорватії (U-18).
Протягом 1998–2001 років залучався до складу молодіжної збірної Хорватії. На молодіжному рівні зіграв у 8 офіційних матчах.